# Puhdys
Die Puhdys es un veterano grupo de rock alemán, formado en Oranienburgo, en lo que entonces era la República Democrática Alemana, en 1969, aunque habían estado tocando juntos, con alineaciones diferentes, como la Puhdys de 1965. Continúan grabando y haciendo giras, y a pesar de que son populares en su nativa Alemania oriental, Die Puhdys gozan de gran éxito fuera de la RDA, y además fue una de las primeras bandas de Alemania Oriental que tuvo acceso a la Alemania Occidental. Son uno de los grupos de rock más exitosos de habla alemana.

## Historia
Puhdys se desarrolló a partir de la UDO-Wendel-Combo, fundado en 1965, cuando el guitarrista y cantante Wendel dejó la banda a finales de año, necesitaba un nombre nuevo y los cuatro tomaron el nombre de sus nombres -el tecladista Peter Meyer, el baterista Undo Jakob, el bajista (y a veces el mánager) Harry Jeske, y el guitarrista y el cantante Dieter Hertrampf (que había sustituido Wendel- para convertirse en Die Puhdys (el nombre, por otro lado, no tiene ningún significado en específico). La banda fue cambiando de personal hasta 1969 cuando se les dio una licencia de "desempeño profesional", que era de vital importancia en el este de Alemania. Para entonces Jakob había sido sustituido por Gunter Wosylus y el vocalista-guitarrista Dieter Birr se han sumado, colisionando a la banda 10 años en vez de 1965. Las dos personas que hacen dieta se diferencian por sus apodos «Quaster»-Hertrampf, de una corrupción del título de The Shadows, después de su intento de aprender el solo de guitarra de Hank Marvin y «Maschine»-Birr, llamado una vez una «máquina de comer» por sus compañeros por su voraz apetito.
Su primer concierto tuvo lugar en Freiberg, Sajonia el 21 de noviembre de 1969. Los primeros resultados fueron fuertemente influenciados por bandas de hard rock británico como Deep Purple y Uriah Heep, aunque les gustaba antes roqueros americanos como Elvis Presley. En primer lugar, se realiza en gran medida a las versiones de los actos extranjeros. Aunque hubo una gran demanda en el este de Alemania, en gran parte porque el público no podía comprar álbumes del occidente, la música rock ha sido visto aún con recelo en la RDA. El clima artístico cambió después de que Erich Honecker llegó al poder en 1971, y a Die Pudhys se les ofreció la oportunidad de grabar para el sello "Amiga Label", siempre y cuando se realice en alemán y se mantuvo apolítico.
El resultado fue el primer sencillo Türen öffnen sich zur Stadt (Puertas abiertas a la Ciudad) grabado en 1971. En más de 5 minutos de duración, mostró influencia del rock progresivo, en particular Gypsy de Uriah Heep y estableció a Puhdys como una de las mejores orquestas de Alemania del Este. Su música la compuso Birr, que había surgido como vocalista principal de la banda, y la letra fue escrita por Wolfgang Tilgner, que seguiría siendo uno de los principales letristas de la banda, junto con Burkhard Lasch.
Al año siguiente se les ofreció la oportunidad de aparecer en la película de Heiner Carow «The Legend of Paul and Paula». Aunque la película fue retirada rápidamente en la RDA por su mensaje político no tan sutiles que ya había sido visto por 3,000,000 de espectadores, cuatro canciones se convirtieron en grandes éxitos. También en 1973, la banda tocó en su primera audiencia general del 10° Festival Mundial de la Juventud y los Estudiantes en el este de Berlín.